# Stolonica reducta
Stolonica reducta är en sjöpungsart som först beskrevs av Sluiter 1904.  Stolonica reducta ingår i släktet Stolonica och familjen Styelidae. Inga underarter finns listade i Catalogue of Life.